# Vicente Poleró y Toledo
Vicente Poleró y Toledo (Cádiz, 1824-Madrid, 1911) fue un pintor y escritor español.

## Biografía
Nació en 5 de abril de 1824 en la ciudad de Cádiz y fue discípulo en Madrid de la Academia de Nobles Artes de San Fernando en las clases superiores de pintura. Dedicado al estudio de la restauración, escribió en 1853 un Arte de la restauración. Este trabajo le valió ser nombrado restaurador del Real Museo de Pintura, con la confianza del director José de Madrazo. Posteriormente fue destinado, con el fin de restaurar varios lienzos, al monasterio de San Lorenzo de El Escorial, donde permaneció entre 1854 y 1857.

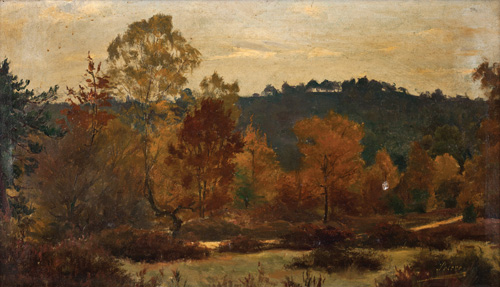
Paisaje

En 1857 publicó un Catálogo de los cuadros del Real Monasterio de San Lorenzo, llamado del Escorial, en el que se comprenden los del Real Palacio, Casino del Príncipe y Capilla de la Fresneda. Durante su residencia en El Escorial, Poleró restauró en el claustro bajo del monasterio el Jesucristo crucificado de Pellegrino Tibaldi, La venida del Espíritu Santo de Miguel Barroso, dos retratos de Doña Mariana de Austria de Carreño, San Gerónimo en oración de Palma el Joven, los cuadros primero, tercero y sexto del Combate de Lepanto y alrededor de una veintena de cuadros más.
En la Exposición Nacional de Bellas Artes de 1860 presentó una Vista del coro del Monasterio del Escorial en el momento de ser visitado por Felipe II, acompañado por Juan de Herrera, el padre Sigüenza y el lego Villascastín. En la de 1866 expuso un Interior del salón de Cortes de Valencia. En ambos certámenes fue premiado con mención honorífica. También cultivó el retrato, con lienzos de la marquesa de Monistrol, del marqués de Portago y del conde de Sástago.
Fue igualmente autor de un Tratado general de la pintura y de un notable artículo sobre tasación de pinturas y objetos artísticos, que le valió ser nombrado por el Gobierno, el 1 de junio de 1868, tasador de pinturas. Ese mismo año publicó unas Breves observaciones sobre la utilidad y conveniencia de reunir en uno sólo los dos Museos de pintura de Madrid, y sobre el verdadero estado de conservación de los cuadros que constituyen el Museo del Prado.
Elías Tormo le describió como «el último representante de toda una generación de patriotas artistas, enamorados románticos del pasado histórico de España».
Falleció el 12 de enero de 1911 en Madrid, ciego.

## Obras
Pinturas
- Recuerdos de El Paular
- Cámara de Felipe IV
- Vistas del Coro de El Escorial
- Interior del Salón de Cortes de Valencia

Libros
- Arte de la restauración, Madrid, 1853.
- Tratado general de pintura.